# La Romaine
La Romaine är en ort i provinsen Québec i Kanada. Den ligger i regionen Côte-Nord, i den östra delen av landet, 1 200 km öster om huvudstaden Ottawa. Omedelbart öster om byn ligger innureservatet Unamen Shipu, även det ibland kallat La Romaine. Antalet invånare var 63 vid folkräkningen 2021.